# Liste der Biografien/Verv
Liste der Biografien |
Portal Biografien |
Personensuche
# |
A |
B |
C |
D |
E |
F |
G |
H |
I |
J |
K |
L |
M |
N |
O |
P |
Q |
R |
S |
T |
U |
V |
W |
X |
Y |
Z |
?
 
Va |
Vd |
Ve |
Vh |
Vi |
Vj |
Vl |
Vn |
Vo |
Vr |
Vs |
Vt |
Vu |
Vy
 
Vea |
Veb |
Vec |
Ved |
Vee |
Veg |
Veh |
Vei |
Vej |
Vek |
Vel |
Vem |
Ven |
Veo |
Veq |
Ver |
Ves |
Vet |
Veu |
Vev |
Vex |
Vey |
Vez
 
Vera |
Verb |
Verc |
Verd |
Vere |
Verf |
Verg |
Verh |
Veri |
Verj |
Verk |
Verl |
Verm |
Vern |
Vero |
Verp |
Verq |
Verr |
Vers |
Vert |
Veru |
Verv |
Verw |
Very |
Verz
Die Liste der Biografien führt alle Personen auf, die in der deutschsprachigen Wikipedia einen Artikel haben. Dieses ist eine Teilliste mit 27 Einträgen von Personen, deren Namen mit den Buchstaben „Verv“ beginnt.

## Verv

### Verva
- Vervaat, Wim (1942–1994), niederländischer Mathematiker
- Vervaecke, Félicien (1907–1986), belgischer Radrennfahrer
- Vervaecke, Julien (1899–1940), belgischer Radrennfahrer
- Vervaeke, Louis (* 1993), belgischer Radrennfahrer
- Vervaet, Imke (* 1993), belgische Sprinterin
- Vervaux, Johannes (1586–1661), deutscher Jesuit, Historiker und Beichtvater Maximilians I. von Bayern

### Verve
- Vervecken, Erwin (* 1972), belgischer Radrennfahrer
- Verveer, Jansje († 2011), niederländische Namensgeberin für einen Asteroiden
- Verveer, Salomon Leonardus (1813–1876), niederländischer Landschaftsmaler, Radierer und Lithograf
- Vervenne, Jonathan (* 2003), belgischer Radrennfahrer
- Vervenne, Marc (* 1949), flämischer Theologe
- Ververgaert, Dennis (* 1953), kanadischer Eishockeyspieler
- Vervest, Jos (1925–1999), belgischer Karambolagespieler und Unternehmer

### Vervi
- Vervier, Marcus (1811–1891), deutscher Verwaltungsjurist
- Verville, Alfred Victor (1890–1970), US-amerikanischer Flugzeugbaupionier
- Vervinck, Marnix (* 1959), belgischer Bogenschütze
- Vervisch, Frédéric (* 1986), belgischer Rennfahrer

### Vervl
- Vervloesem, Marcel (1952–2018), belgischer Aktivist
- Vervloesem, Xandres (* 2000), belgischer Radrennfahrer

### Vervo
- Vervoort, Karl Walter (1899–1979), deutscher Ordensgeistlicher, Paraguay-Missionar (Oblaten der unbefleckten Jungfrau Maria)
- Vervoort, Marieke (1979–2019), belgische Leichtathletin im Behindertensport
- Vervoort, Mark (* 1990), niederländischer Tennisspieler
- Vervoort, Patrick (* 1965), belgischer Fußballspieler
- Vervoort, Rudi (* 1958), belgischer Politiker
- Vervoort, Willem (1917–2010), niederländischer Zoologe
- Vervotte, Inge (* 1977), belgische Ministerin

### Vervu
- Vervuert, Klaus Dieter (1945–2017), deutscher Verleger und Buchhändler